# Siepmann-Stiftung

Logo ALDI Süd

Die Siepmann-Stiftung ist eine Familienstiftung zur Verwaltung des Vermögens des Handelsunternehmens Aldi Süd. Die Stiftung wurde am 19. Oktober 1973 von Karl Albrecht als Stiftung des bürgerlichen Rechts gegründet. Sie hat ihren Sitz in Eichenau im Landkreis Fürstenfeldbruck in Oberbayern. Siepmann ist der Geburtsname von Anna Albrecht, der Mutter Karl Albrechts.

## Stiftungszweck
Zweck der Stiftung ist „die gemeinsamen Interessen der Angehörigen der Familie Albrecht zu wahren und zu fördern“.
Die Stiftung hält das Gesamtvermögen und das Markenrecht an Aldi Süd. Zum Gesamtvermögen von Aldi Süd zählen unter anderem:
- die Konzernzentrale von Aldi Süd in Mülheim an der Ruhr
- 25[5] rechtlich selbständige Aldi Süd-Regionalgesellschaften in Deutschland
- die 9 Auslandsgesellschaften
- das Immobilienvermögen der ca. 5000 Aldi-Süd-Filialen weltweit[6]

Weitere Stiftungen sind die Oertl-Stiftung, vormals Maria-Albrecht-Stiftung, und die Elisen-Stiftung. An diese fällt das Vermögen der Siepmann-Stiftung jeweils zur Hälfte, falls es keine Nachfahren des Stifters Karl Albrecht mehr gibt. Während die Oertl-Stiftung die Herz-und-Kreislauf-Forschung finanziell unterstützt, widmet sich die Elisen-Stiftung der Förderung von Kulturprojekten.

## Organe und Vertreter
Stiftungsorgane sind der Vorstand, der Kontrollrat und der Familientag.
Seit März 2006 wird die Stiftung von Peter Max Heister (* 1976), einem Sohn von Beate Heister (Tochter von Karl Albrecht) geleitet. Dem Vorstand gehören ferner Beate Heister, Renate Köcher (Geschäftsführerin des Instituts für Demoskopie Allensbach) und Jürgen Hambrecht an. Der Vorstand ist Kontrollgremium für den aus Jürgen Kroll und Norbert Podschlapp bestehenden Kontrollrat, der Aldi Süd leitet.